# Koversada
Het eilandje Kuvrsada maakt deel uit van het toeristencomplex Koversada Park Camping Resort. Dit resort is opgedeeld in twee delen: Koversada Uncovered Naturist Camping is bedoeld voor naturisten, terwijl Koversada Covered Camping voor de zogenaamde niet-naturisten bestemd is.
Het eilandje is historisch gezien van groot belang omdat het wordt beschouwd als de bakermat van het naturisme in de Adriatische Zee. Vandaag de dag echter behoort het tot het geklede gedeelte van de camping. Op het eilandje zijn er voor de gasten kampeerplaatsen beschikbaar, maar deze kunnen niet bereikt worden met gemotoriseerde voertuigen. Het is via een brug met het vasteland verbonden.

## Strand
Het strand bij Koversada bestaat uit twee delen. Een deel is een zandstrand, een ander deel is rots- en kiezelstrand met betonnen plateaus, zoals wel vaker langs de Kroatische kust wordt gezien.